# Ucieczka od wolności
Ucieczka od wolności (ang. Escape from Freedom) – książka Ericha Fromma z zakresu psychologii społecznej wydana w 1941 roku, uznawana za najważniejsze z dzieł tego pisarza. 
Fromm analizował nazizm posługując się podobnymi metodami, jakie stosował badając współczesne mu społeczeństwo kapitalistyczne, szczególnie amerykańskie.

## Tematyka
Główną tematyką książki jest dogłębna analiza nazizmu, przy wyraźnej inspiracji dziedzictwem myśli Zygmunta Freuda i Karola Marksa. Fromm dostrzega źródło nazizmu w ludzkim lęku przed wolnością, która znalazła się w zasięgu ręki nawet przeciętnego człowieka w czasach, gdy dzięki kapitalizmowi feudalne bariery zostały obalone. Mimo to autor argumentuje, że kapitalizm nie oferuje nawet najsłabszych wzorców osobowych, wtrącając człowieka w poczucie braku bezpieczeństwa i uczucie samotności – jednych z najsilniejszych lęków, od których ludzie pragną uwolnić się bez względu na cenę. 
Najsilniejszym lękiem tego typu mieli cechować się członkowie niższych klas średnich, gdyż w związku z I wojną światową zachwiana została ich pozycja społeczna. Fromm twierdzi, że u przedstawicieli tej licznej klasy przeważa charakter autorytarny, na co wskazywać ma dominujący konserwatyzm i wyraźna niechęć do emancypacji klas niższych. 
Przejawy preferencji autorytarnych dostrzega Fromm np. w luterańskiej i kalwińskiej teorii predestynacji, w świetle której niektórzy ludzie jeszcze przed urodzeniem skazani są na wieczne potępienie. Osoby odczuwające lęk przed wolnością chętnie podkreślają nierówność istot ludzkich, potrzebę hierarchii, ślepą wiarę w autorytet. Jakiekolwiek różnice między ludźmi stanowią dla nich powód posiadania władzy, w efekcie czego mizoginizm i rasizm stanowią nieodłączne elementy ich postawy. 
Autorytarny charakter przejawia cechy sado-masochistyczne, widać to w gotowości do podporządkowania się osobom uznawanym za silniejsze, z jednoczesną chęcią do sprawowania bezwzględnej władzy nad słabszymi, nawet jeżeli wiązać by się to miało z wielkim okrucieństwem.